# Estació de Campdevànol
Campdevànol és una estació de ferrocarril propietat d'adif situada a la població de Campdevànol a la comarca del Ripollès. L'estació es troba a la línia Ripoll-Puigcerdà per on circulen trens de la línia R3 de Rodalies de Catalunya operat per Renfe Operadora, que tot i formar part de Rodalies no té tarifació com a tal.
Aquesta estació va entrar en servei el 10 d'agost de 1919 quan es va obrir el tram entre Ripoll i Ribes de Freser, en la primera secció que es posava en servei del ferrocarril Transpirinenc Oriental. El 1928 s'instal·là catenària a l'estació.
Durant el 2007 l'estació es va reduir a una sola via i andana, deixant de ser punt de creuament de trens.
L'any 2016 va registrar l'entrada de 7.000 passatgers.
| Rodalia de Barcelona      |        |       |                 |                                            |
| Procedència/Destinació    | <      | Línia | >               | Procedència/Destinació                     |
| L'Hospitalet de Llobregat | Ripoll |       | Ribes de Freser | Ribes de Freser Puigcerdà La Tor de Querol |